# Karkopf (Gruppo del Verwall)
Il   Karkopf   è una montagna, di 2.948 m. di altezza, sita nel comune  di Sankt Anton am Arlberg, distretto di Landeck, nel gruppo del Verwall nelle Alpi Retiche occidentali, nel Tirolo in Austria e ha un'altitudine di 2.948 metri. Il Karkopf è situato vicino al villaggio Mathon, così come vicino alla frazione Valzur.

## Prime ascese
Oltre ad alcune vette senza nome, Alexander Burckhardt di Erfurt scalò la Sessladspitze (2.941 m.) l'8 luglio 1893, lo Schönbleiskopf e lo stesso Karkopf (2.968 m.) il 20 settembre 1893 e lo Schahfbüheljoche (2.885 m.) il 30 settembre 1893.

## I casi di omonimia del monte Karkopf
Esistono dieci oronimi Karkopf tra Germania e Austria, la maggior parte nel sottogruppo del Geigenkamm nel comune di Umhausen:
- Klockerkarkopf  (Vetta d'Italia) 2.912 m.
- Fuscherkarkopf (Gruppo del Glockner) 3.331 m.
- Karkopf (Alpi Settentrionali di Berchtesgaden) 1.738 m.
- Karkopf (Alpi del Chiemgau) 1.510 m.
- Karkopf (Monti di Mieming) 2.470 m.
- Karkopf (Gruppo del Verwall)  2.948  m.
- Karkopf Hoher (Alpi Venoste)  2.686 m.
- Karkopf Mitter  2.588 m. (Alpi Venoste)
- Erster Karkopf 2.430 m. (Alpi Venoste)
- Karkopf Weiter  2.777 m.  (Alpi Venoste)[1]